# Chiesa di Sant'Antonio Abate (Brugnato)
La chiesa di Sant'Antonio abate è un luogo di culto cattolico situato nella frazione di Bozzolo nel comune di Brugnato, in provincia della Spezia. La chiesa è sede della parrocchia omonima del vicariato di Brugnato della diocesi della Spezia-Sarzana-Brugnato.

## Storia e descrizione

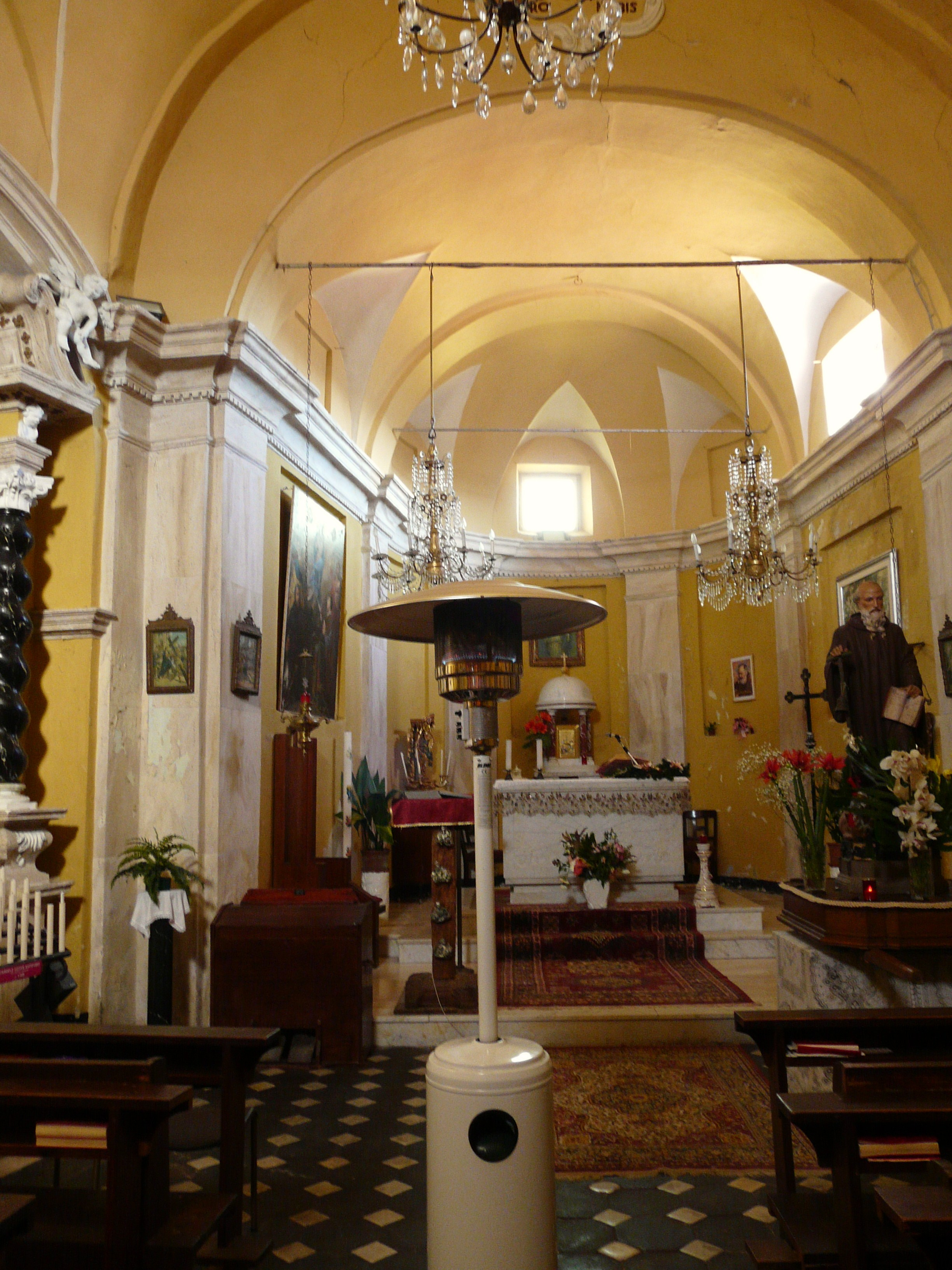
Particolare dell'interno

L'attuale edificio religioso è il frutto di una ricostruzione del XVIII secolo che avvenne sui resti di una precedente chiesa, risalente al 1350. Tale notizia storica è testimoniata in una lapide, murata nel campanile, che cita testualmente: MCCCL DIE XX AUGUSTI ANCHE ECCLEXIAM FECIT FIERI LANCEROTUS DE BOCOLO.